# مایالن زلایا
مایالن زلایا (انگلیسی: Maialen Zelaia؛ زادهٔ ۲۱ اوت ۱۹۸۸) بازیکن فوتبال اهل اسپانیا است.
از باشگاه‌هایی که در آن بازی کرده‌است می‌توان به باشگاه فوتبال زنان رئال سوسیداد اشاره کرد.
وی همچنین در تیم ملی فوتبال Basque Country بازی کرده‌است.